# Bruno Hardt-Warden
Bruno Hardt-Warden (* 31. August 1883 in Drachenburg als Bruno Ignatz Emerich Wradatsch; † 21. Juli 1954 in Wien) war ein österreichischer Librettist und Liedtexter. Er war der Vater des Unterhaltungskünstlers Fred Warden.
Bruno Hardt-Warden verfasste zahlreiche Libretti für Operetten, Singspiele, Revuen und Film-Drehbücher. Er arbeitete u. a. mit den Komponisten Robert Stolz, Rudolf Kattnigg, Heinrich Strecker, Walter Kollo und August Pepöck zusammen.

## Libretti
- 1920: Der Tanz ins Glück (gemeinsam mit Robert Bodanzky, Musik: Robert Stolz)
- 1921: Die schöne Mama (Musik: Edmund Eysler)
- 1925: Marietta (Musik: Walter Kollo)
- 1926: Das Amorettenhaus (Musik: Leo Ascher)
- 1927: Drei arme kleine Mädels (gemeinsam mit Hermann Feiner, Musik: Walter Kollo)
- 1927: Ich hab mein Herz in Heidelberg verloren (gemeinsam mit Fritz Löhner-Beda, Musik: Fred Raymond)
- 1929: Eine Nacht in Kairo (Musik: Jean Gilbert)
- 1930: Hochzeit in Hollywood (Musik: Oscar Straus)
- 1932: Wenn die kleinen Veilchen blühen (Musik: Robert Stolz)
- 1933: Ännchen von Tharau (gemeinsam mit Hans Spirk, Musik: Heinrich Strecker)
- 1937: Balkanliebe (gemeinsam mit Erich Kahr, Musik: Rudolf Kattnigg)
- 1937: Hofball in Schönbrunn (gemeinsam mit Josef Wenter, Musik: August Pepöck)
- 1938: Drei Wochen Sonne (Musik: August Pepöck)
- 1938: Küsse im Mai (Musik: Heinrich Strecker)
- 1938: Sylvia (Musik: Will Meisel)
- 1939: Das Schiff der schönen Frauen (Musik: Walter Kollo)
- 1941: Aladin, gemeinsam mit Ignaz Michael Welleminsky (Musik: Kurt Atterberg)
- 1942: Der liebe Augustin (gemeinsam mit Rudolf Köller, Musik: Josef Rixner)
- 1947: Glück in Monte Carlo (gemeinsam mit Hubert Marischka, Musik: Ludwig Schmidseder)